# كورتيس بيت
كورتيس بيت (بالإنجليزية: Curtis Pitt)‏ هو سياسي أسترالي، ولد في 1 فبراير 1977 في كيرنز في أستراليا. حزبياً، نشط في Queensland Labor Party ‏. وقد انتخب وزير مالية كوينزلاند ‏ وانتخب Speaker of the Legislative Assembly of Queensland ‏ (13 فبراير 2018 – ) وانتخب عضو المجلس التشريعي ولاية كوينزلاند.